# 300P/Catalina
300P/Catalina é um cometa periódico próximo à Terra, orbitando no Sistema Solar com um período de 4,4 anos. É o segundo cometa listado na Tabela de Risco Sentry. Com 1,4 km de diâmetro, é um dos maiores objetos já listados nesta tabela de risco.
Foi descoberto em 6 de maio de 2005 como 2005 JQ5, e listado na Tabela de Risco Sentry com cinco impactos virtuais a partir de 2041. Em 17 de maio de 2005 foi designado por P/2005 JQ5 (Catalina). Ele foi removido da tabela de risco em 7 de junho de 2005. Em 12 de junho de 2005, o cometa foi também observado pelo Observatório de Arecibo.
O 300P/Catalina se aproxima da Terra e tem um MOID da Terra de 0.0245 AU (3,670,000 km; 2,280,000 mi). Em 8 de junho de 2036, o cometa passará a 0.0536 AU (8,020,000 km; 4,980,000 mi) da Terra.

## Chuva de meteoros
O 300P/Catalina é suspeito de ser o corpo-pai de uma chuva de meteoros na direção da estrela Epsilon Ophiuchi. Houve uma explosão de atividade de meteoros de 19 de junho de 2019 até 26 de junho de 2019, quando 88 objetos foram detectados pela rede "Cameras for Allsky Meteor Surveillance" (CAMS). Esses objetos criaram 50% das detecções de bolas de fogo no período de 22 a 24 de junho.  Esta explosão ofereceu evidências de atividades anteriores do 300P/Catalina. O radiante esteve próximo a 16:21 (245,2) -7,4 na constelação de Ophiuchus. Os objetos irradiaram em uma área muito grande e podem estar relacionados a uma série de outras chuvas menores que foram identificadas. Os meteoros tiveram uma velocidade de cerca de 14 km/s.